# Borgdorf-Seedorf
Borgdorf-Seedorf ist eine Gemeinde im Kreis Rendsburg-Eckernförde in Schleswig-Holstein. Sie liegt am südwestlichen Rand des Naturparks Westensee.

## Geografie

### Lage
Das Gebiet der Gemeinde Borgdorf-Seedorf liegt an der Bokeler Au ringsum den Borgdorfer See nordöstlich unmittelbar angrenzend der Kleinstadt Nortorf im Zentrum des Landes Schleswig-Holstein.
Naturräumlich wird dieser Bereich zur Haupteinheit Ostholsteinisches Hügel-und Seenland (NW) gezählt, einem Teilraum des Schleswig-Holsteinischen Hügellandes.

### Ortsteile
Neben den beiden Dörfern Borgdorf und Seedorf befinden sich auch die weiteren Wohnplätze Blöckersruh, Hunnenkamp und Langwedeler Straße sowie die Häusergruppe Springwedel und der Hof Eichberg im Gemeindegebiet.

### Nachbargemeinden
Direkt angrenzen sind:
| Eisendorf |                                             | Langwedel, Dätgen |
|           | Kompassrose, die auf Nachbargemeinden zeigt |                   |
| Nortorf   | Schülp b. Nortorf                           |                   |

## Geschichte
Zahlreiche Hünengräber deuten darauf hin, dass das Gemeindegebiet bereits in der Jungsteinzeit besiedelt war. Aus der Eisenzeit ist ein Urnenfeld erhalten. Anfang November 2017 stießen Archäologen bei der Voruntersuchung eines Baugeländes auf die Überreste der ersten in Schleswig-Holstein nachgewiesenen Siedlung der Sachsen mit Grubenhäusern einer Größe von etwa vier mal vier Meter. Die Gemeinde sieht sich allerdings außerstande, die ihr entstehenden Kosten einer Ausgrabung zu tragen.
Borgdorf wurde 1320 erstmals als Borctorpe erwähnt, Seedorf 1361 als Sedorp. Borgdorf ist wohl nach einer Befestigungsanlage der Sachsen gegen die Slawen benannt, die wahrscheinlich im 9. oder 10. Jahrhundert errichtet wurde. Von dieser Verteidigungsanlage sind kaum Spuren erhalten; vermutlich ähnelte sie der Wittorfer Burg in Neumünster beziehungsweise der Margarethenschanze in Einfeld.
Die politische Gemeinde Borgdorf-Seedorf wurde 1867 gebildet.

## Politik

### Gemeindevertretung
Bei der Kommunalwahl am 14. Mai 2023 wurden insgesamt neun Sitze vergeben. Diese fielen erneut alle an die Interessengemeinschaft für Borgdorf-Seedorf. Die Wahlbeteiligung betrug 54,1 %.

### Wappen
Blasonierung: „In Silber eine schwebende, aus einer Zinnenmauer mit drei Zinnentürmen, der mittlere überhöht, bestehende rote Burg über einem grünen bronzezeitlichen Rasiermesser mit dem spiralförmigen Griff links unten. Im blauen Wellenschildfuß ein silberner Fisch. Das Rasiermesser ist (offenbar) mit einer Darstellung von Thors Kampf mit der Midgardschlange geschmückt.“

### Verwaltung
Die Gemeinde wird durch das Amt Nortorder Land verwaltet.

## Wirtschaft

### Wirtschaftsstruktur
Die Gemeinde ist überwiegend landwirtschaftlich geprägt, aber auch der Tourismus (Campingplatz und Badeanstalt) ist eine wichtige Einnahmequelle.

### Verkehr
Die Gemeinde Borgdorf-Seedorf liegt 23 km südwestlich von Kiel. Im Individualverkehr wird der erstgenannte Ortsteil ausgehend von der Anschlussstelle Bordesholm (Nr. 11) der Bundesautobahn 7 auf der schleswig-holsteinische Landesstraße 49 in nordwestlicher Richtung über Dätgen erreicht. Westlich des Dorfes zweigt in nördlicher Richtung die Landesstraße 48 zur Anschlussstelle Warder (Nr. 10) ebenfalls an der Autobahn 7 ab.
Im ÖSPV ist die Gemeinde auf der Linie 780 nach Kiel und Nortorf angebunden.